# Ариел (Малката русалка)
Ариел (на английски: Ariel) е измислена героиня от 28-ия пълнометражен анимационен филм на Уолт Дисни Пикчърс Малката русалка (1989). Впоследствие тя се появява в едноименния телевизионен сериал, явяващ се предисторията на филма (1992 – 1994), продължението, издадено директно на видео Малката русалка II: Завръщане в морето (2000) и предисторията, издадена директно на видео Малката русалка: Началото на Ариел (2008). Ариел е озвучена от Джоди Бенсън във всички официални анимационни изяви и стоки. Тя е четвърта в състава на франчайза „Принцесите на Дисни“, първата принцеса, която не е човек по произход, и единствената принцеса, която е станала майка на собствено дете.
Ариел е седмата дъщеря на цар Тритон и царица Атина, владетели на подводното царство Атлантика. Тя често се бунтува и в първия филм копнее да бъде част от човешката раса. Омъжва се за принц Ерик, когото е спасила от корабокрушение, и заедно имат дъщеря на име Мелъди.
Ариел е базирана на главната героиня от едноименната приказката на Ханс Кристиан Андерсен от 1837 г., но е разработена като различна личност за анимационната адаптация от 1989 г. Ариел получава смесен прием от критиците; някои издания като Тайм я критикуват, че е прекалено отдадена на Ерик, докато други, като Емпайър, хвалят героинята за непокорната ѝ личност, което е отклонение от предишните принцеси на Дисни. Хале Бейли ще изпълни ролята на Ариел в предстоящата игрална адаптация на филма от 1989 г.

## Разработване
Ариел се основава на главната героиня от Малката русалка на Ханс Кристиан Андерсен, но режисьорът и сценарист Рон Клемънтс смята, че русалката в оригиналната история е твърде трагична и пренаписва персонажа, като резултатът е Ариел.
Джоди Бенсън, която е предимно сценична актриса, е избрана да озвучава Ариел, защото режисьорите смятат, че „наистина е важно един и същи човек да пее и говори“. Клемънтс заявява, че гласът на Бенсън притежава уникална „сладост“ и „младост“. Когато записва вокалите за Част от твоя свят, Бенсън иска светлините в студиото да бъдат приглушени, за да се създаде усещането, че е дълбоко под морската повърхност. Част от твоя свят, която е създадена от композитора Хауърд Ашман (както и песента Аз искам), първоначално е планирана да бъде изрязана от финалния филм, поради убеждението на Джефри Каценберг, че забавя историята, но Ашман и Кийн се борят да я запазят.
Оригиналният дизайн на Ариел е разработен от аниматора Глен Кийн. Появата ѝ се базира на редица вдъхновяващи източници, Алиса Милано (която по това време е 16-годишна) и актрисата Шери Стонър. Движенията на косата на Ариел под вода се основават на кадри на астронавтката Сали Райд, докато е в безтегловност. Допълнителна справка е дадена при заснемането на Стонър, докато плува в басейн, което също помага за насочването на подводните движения на Ариел.
Предизвикателство при анимацията на Ариел за филма от 1989 г. е цветът, необходим за показване на героинята в променящата се среда, както под морето, така и на сушата, за което аниматорите се нуждаят от тридесет и два цветни модела, без да се включва смяната на костюма. Синкаво-зеленият цвят на опашката на Ариел е оттенък, специално смесен от лабораторията за рисуване на Дисни; цветът е наречен „Ариел“ след създаването на героинята. Изборът на червеното като цвят на косата на Ариел е предмет на спор между режисьорите и ръководителите на студиата, които искат персонажът да е с руса коса. Отбелязано е, че червената коса контрастира по-добре със зелената опашка на Ариел, червеното е по-лесно да потъмнее, отколкото жълтото, а клонът на Дисни Тъчстоун Пикчърс е издал филма Плясък, в който има русалка с руса коса; червената коса на Ариел в крайна сметка е запазена.
В интервю Джоди Бенсън заявява, че за Началото на Ариел сценаристите преразглеждат сценария няколко пъти, за да се уверят, че Ариел запазва своята актуалност в по-модерен контекст. Бенсън предлага да върнат героинята към корените ѝ.

## Характеристики
Ариел е най-малката от седемте дъщери на цар Тритон и царица Атина. Често я виждат в компанията на Флаундър, най-добрия ѝ приятел, и Себастиан, съветник на баща ѝ, който има задачата да я държи под око. В телевизионния сериал и първия филм Ариел е очарована от човешкия свят и често излиза, за да намира човешки артефакти, които крие в тайна пещера. Ариел често се бунтува, сама се скита, за да изследва заобикалящата я среда, и често не се подчинява на заповедите на баща си или Себастиан, създавайки конфликт между тях. В Малката русалка тя е представена като готова на всичко, за да бъде с принц Ерик, дори се отказва от гласа си, за да стане човек. Клемънтс я описва като типичен тийнейджър, склонен към грешки в преценката си. Освен това е невероятно любопитна и любопитството ѝ често я води в опасни ситуации.
Ариел е мила и грижовна към другите, независимо от обстоятелствата, както е показано в телевизионния сериал. В един от първите епизоди Ариел помага на осиротял морски мъж, който е попаднал в лоша компания. В друг епизод Ариел се сприятелява с предполагаемо същество с лош късмет и го защитава от Урсула и други, които искат да му навредят. Ариел се появява като зряла в Завръщане в морето и ражда дъщеря на име Мелъди, като става първата и за момента единствена принцеса на Дисни, която става майка. Ариел защитава дъщеря си, както Тритон нея в първия филм. След като Моргана заплашва Ариел и цар Тритон, принц Ерик и Ариел изграждат стена около двореца, за да защитят Мелъди от Моргана. Въпреки че я защитава, тя не може да я опази любопитството ѝ. Началото на Ариел представя нейната личност, каквато е в оригиналния филм, след като Джоди Бенсън се застъпва за връщането на героинята към корените ѝ. Ариел отново се бунтува и след като баща ѝ постановява забрана на музиката в Атлантика, тя бяга заедно със Себастиан и неговата група.

## Изяви

### Малката русалка
Ариел се появява за първи път в Малката русалка (1989), в който е показана като авантюристична и любопитна към света на хората, което дразни както баща ѝ цар Тритон, така и придворния му композитор Себастиан, тъй като на морските хора не е позволено да осъществяват контакт с човешкия свят. Тя и Флаундър отиват да търсят човешки артефакти, които ги отвеждат до чайка на име Скатъл. Ариел се влюбва в принц Ерик, който е човек, след като го спасява от удавяне, и посещава морската вещица Урсула, която се съгласява да я превърне в човек в замяна на нейния глас. В рамките на три дни Ариел трябва да накара принц Ерик да се влюби в нея и да я целуне, за да не принадлежи завинаги на Урсула.

### Телевизионен сериал
Телевизионен сериал, който се явява предистория, излъчван от 1992 до 1994 г., представя живота на Ариел като русалка със Себастиан, Флаундър и нейния баща. Ариел се появява във всичките 31 епизода от поредицата, като времето, в което се развива действието, е неустановено преди първия филм. Сериалът проследява приключенията на Ариел с приятелите и семейството ѝ, а понякога тя пречи на опитите на врагове, които целят да навредят на нея или на царството Атлантика.

### Малката русалка II: Завръщане в морето
Ариел е новата царица на земята на Ерик и ражда дъщеря на име Мелъди. Когато безопасността на Мелъди е застрашена от сестрата на Урсула Моргана, след като я използва като заложник, за да получи тризъбеца на Тритон, Ариел и съпругът ѝ Ерик решават, че трябва да държат Мелъди далеч от морето.

### Малката русалка: Началото на Ариел
Филмът представя Ариел като млада русалка, живееща щастливо с баща си, цар Тритон, майка си, царица Атина и шестте си по-големи сестри. Докато Ариел и семейството ѝ се отпускат в лагуна, се приближава пиратски кораб и всички бягат, с изключение на Атина, която се връща, за да открие музикална кутия, която Тритон ѝ е подарил, но е убита, тъй като корабът я смазва. Опустошен, цар Тритон забранява всякаква музика в Атлантика и хвърля музикалната кутия дълбоко в океана. Ариел и сестрите ѝ растат, забравяйки музиката и живеейки под строгите правила на баща си, налагани от Марина дел Рей, тяхната гувернантка.

### Ралф разбива интернета
Ариел, заедно с други принцеси на Дисни, се появява във филма Ралф разбива интернета от 2018 г. Показана е за около 4 секунди. Тя носи модерно облекло в зелено и лилаво и пее.

### Игрален филм
През юли 2019 г. Хали Бейли е избрана за ролята на Ариел в предстоящия игрален римейк на „Малката русалка“, чийто режисьор е Роб Маршъл.